# Condado de Lucas (Ohio)
O Condado de Lucas (em inglês:  Lucas County) é um dos 88 condados do estado americano do Ohio. A sede e maior cidade do condado é Toledo. Foi fundado em 20 de junho de 1835.
O condado possui uma área de 1 543 km², dos quais 660 km² estão cobertos por água, uma população de 441 815 habitantes, e uma densidade populacional de 500 hab/km² (segundo o censo nacional de 2010).